# Konosament
Konosament (fr. connaissement – znak rozpoznawczy), ang. „bill of lading” (BOL lub B/L) – morski list przewozowy, świadectwo ładunkowe potwierdzające odbiór określonego ładunku na statek i zobowiązujące przewoźnika do wydania ładunku w porcie przeznaczenia posiadaczowi konosamentu. Jest dokumentem wystawionym przez przewoźnika albo w jego imieniu przez kapitana statku lub inną osobę.
Przy spełnieniu pewnych kryteriów jest rodzajem towarowego papieru wartościowego, który może podlegać obrotowi.
Rodzaje konosamentów:
1. konosament zwykły – wystawia się przy przewozie ładunku jednym statkiem bezpośrednio z portu załadowania do portu przeznaczenia
2. konosament bezpośredni – obejmuje przewóz ładunku z portu załadowania do portu przeznaczenia połączony z przeładunkiem w jednym lub kilku portach podróżnych i zmianą przewoźników
3. konosament przewozu kombinowanego – wystawia armator występujący w roli operatora przewozów multimodalnych CTO (Combined Transport Operator), który ponosi odpowiedzialność za ładunek, pomimo użycia do jego przewozu różnych środków transportu
4. Konosament FIATA – jest wystawiany przez spedytora pełniącego rolę operatora przewozów multimodalnych MTO (Multimodal Transport Operator), który ponosi odpowiedzialność za utratę lub uszkodzenia ładunku na całej trasie przewozu.